# Chrysopilus subsplendidus
Chrysopilus subsplendidus är en tvåvingeart som beskrevs av Nina Krivosheina 2006. Chrysopilus subsplendidus ingår i släktet Chrysopilus och familjen snäppflugor.
Artens utbredningsområde är Polen. Inga underarter finns listade i Catalogue of Life.